# João Ricardo da Silva Afonso
João Ricardo da Silva Afonso, más conocido como João Afonso, (Castelo Branco, Portugal, 28 de mayo de 1990) es un futbolista portugués. Se desempeña como defensa central y milita en el CD Santa Clara de la Primeira Liga.

## Carrera deportiva
Afonso se formaría como jugador en las filas del equipo de su ciudad natal, el Sport Benfica de Castelo Branco, en el que se formaría hasta 2014. En esa fecha el defensa firmaría por el Vitória de Guimarães, donde jugaría primero en su filial y después, formaría parte del primer equipo luso. 
Hizo su debut como profesional el 22 de agosto de 2014 en la Primeira Liga en las filas del Vitória de Guimarães en la victoria de su equipo por 3–0 en casa frente al F.C. Penafiel.
El 31 de agosto de 2016, Afonso es cedido por una temporada al G.D. Estoril Praia, también de la primera división portuguesa.
Al cierre del mercado veraniego de la temporada 2017/18 ficha por el Córdoba CF de la Segunda División de España en calidad de cedido por el Vitória de Guimarães.

## Clubes
| Club                      | País     | Año         |
| ------------------------- | -------- | ----------- |
| Benfica Castelo Branco    | Portugal | 2008 - 2014 |
| Vitória de Guimarães      | Portugal | 2014 - 2019 |
| GD Estoril Praia (cedido) | Portugal | 2016-2017   |
| Córdoba CF (cedido)       | España   | 2017 - 2018 |
| CD Santa Clara            | Portugal | 2019 -      |